# Chiesa di Sant'Anna dei Falegnami

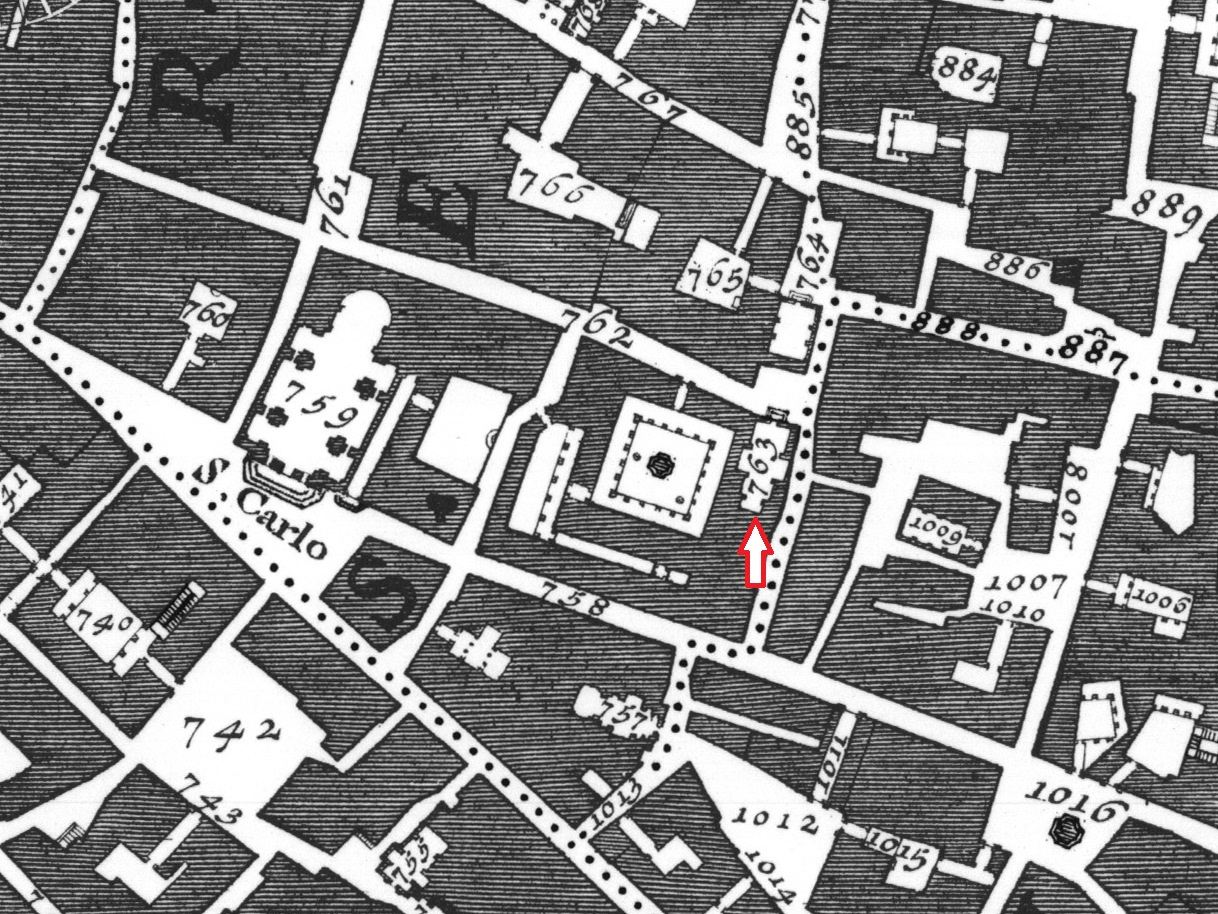
Pianta di Giovanni Battista Nolli (Nuova Topografia di Roma, 1748), con l'indicazione topografica della Chiesa di Sant'Anna dei Falegnami (n. 763).

La chiesa di Sant'Anna dei Falegnami era una chiesa di Roma, nel rione Sant'Eustachio. Essa era collocata al termine della strada del Monte della Farina, poi ribattezzata in via di Sant'Anna.
Dal 1816 fu affidata all'Ospizio di Tata Giovanni, che nello stesso anno prese sede nell'annesso monastero. Fu demolita nel 1887 per la costruzione di via Arenula, in prossimità di largo di Torre Argentina.

## Storia
La chiesa è di origini antichissime. È menzionata per la prima volta nel Liber Pontificalis nella biografia di papa Leone III (inizio IX secolo) con annesso un monastero femminile; il complesso è noto come monasterium Sanctae Mariae quae appellatur Iuliae. È ancora ricordata in una bolla di papa Urbano III del 1186 tra le chiese filiali di San Lorenzo in Damaso con il nome di Santa Maria in Iulia. Nel catalogo di Cencio Camerario (fine XII secolo) compare al n. 57 con il nome di monasterium de Julia.
Armellini cita un testo redatto sotto il pontificato di Alessandro VII, che si riferisce al XIII secolo:
Ignota è l'epoca in cui i Templari entrarono in possesso dell'antico complesso; lo donarono in seguito a Santuccia Terrebotti, che fondò un proprio monastero dedicato a sant'Anna, la madre di Maria. Nel catalogo di Torino (prima metà del XIV secolo) si dice che monasterium s. Mariae de Iulia habet moniales XL. A partire da questo momento la chiesa è conosciuta con questo nuovo nome, che si impose con il XVI secolo con l'appellativo dei Falegnami o dei Funari. Nella chiesa era conservato un anello che la tradizione indicava come appartenuto a sant'Anna. Santuccia Terrebotti morì il 21 marzo 1305 e fu sepolta nella chiesa; ma di questa sepoltura non si trovò traccia al momento della demolizione dell'edificio. Come pure non si trovò la sepoltura di Vittoria Colonna, nobildonna che si era ritirata nel monastero nel 1514 e che morì nel 1547, compianta da «quanti, come il divino Michelangelo, poterono apprezzare le eccellenti doti dell'animo suo nobilissimo» (Armellini).
La chiesa fu ricostruita nel 1654 ed i lavori terminarono nel 1675.
Nel 1816 il monastero cessò di esistere e divenne la nuova sede dell'Ospizio di Tata Giovanni, a cui fu pure affidata la cura della Chiesa. Nel 1819 il futuro papa Pio IX, allora condirettore dell'Ospizio, celebrò qui la sua prima Messa. Nel 1869 la Chiesa, oggetto di interventi di abbellimento e restauro, fu inoltre sede di varie manifestazioni celebrative del cinquantesimo anniversario sacerdotale del Papa, che vi fece visita il 12 aprile 1869.
La chiesa e l'annesso Ospizio di Tata Giovanni furono demoliti nel 1887. Così commenta l'Armellini questa distruzione:
La chiesa era a navata unica con tre altari. L'altare maggiore era opera di Carlo Rainaldi con pitture di Girolamo Troppa. Nei due altari laterali si trovavano: una tela raffigurante la Madonna col Bambino e Sant'Anna di Bartolomeo Cavarozzi, di buon gusto e di tocco gagliardo (Nibby); e una tela raffigurante i Santi Giuseppe e Benedetto con angeli di Emilio Savonanzi.